# Belt & Braces Roadshow Band
Belt & Braces Roadshow Theatre Company & Band var en brittisk vänsterpolitisk teater- och rockgrupp.
Belt & Braces var en politisk teater- och musikgrupp som bildades i London 1973 under namnet Belt & Braces Roadshow Theatre Company av Jeni Barnett, Eugene Geazley, Gavin Richards and Marcel Steiner, vilka tidigare tillhört den då upplösta Ken Campbells Roadshow. Gruppen hade en socialistisk inriktning och namnet Belt & Braces föreslogs av Geazley, som mindes att hans far bar bälte och hängslen då han skulle gå till arbetet. Gruppen var verksam fram till 1984, då den upplöstes.
Belt & Braces skivdebuterade 1975 med det egenutgivna musikalbumet Belt & Braces Roadshow Band (BB 001). På detta album medverkade Jeni Barnett (keyboard, sång), Kerry Tanning (trummor, sång), John Fiske (gitarr, munspel, sång), Jan Hardisty (cello, percussion), Paul Kessel (bas, sång), Eileen Pollock (gitarr) och Derek Thompson (gitarr, flöjt, sång). Skivan producerades av Martin Hannett.
År 1977 utgavs gruppens andra musikalbum Treasonous Thinking av det svenska skivbolaget MNW (skivnummer 79P) för såväl den svenska som den brittiska marknaden, då bandet ansågs verka i samma anda som den progressiva musikrörelsen i Sverige. På detta album medverkade Jeni Barnett (keyboard, sång), Jim Bywater (trummor, sång), John Fiske (gitarr, sång), Lester "LT" Johnson (congas), Paul Kessel (bas, sång) och Eileen Pollock (gitarr). Dessutom medverkade Dave Parke med sång på en låt. Tekniker vid denna inspelning var Curt-Åke Stefan medan omslaget formgavs av Sune Nordgren. År 1978 utgav bandet i egen regi singeln Right to Work/Resistance (BB 002), vilken blev deras sista skivutgivning. Skivan producerades av Curt-Åke Stefan.